# Golden triangle (egyetemek)
Aranyháromszög, máshogy írva Arany Háromszög (angolul Golden Triangle vagy golden triangle) a neve a brit elitegyetemek azon háromszögének, amelyet Cambridge, London és Oxford egyetemi város alkot Anglia délkeleti részén, az Egyesült Királyságban. A háromszöget időnként Loxbridge-háromszögnek (London és Oxbridge szóösszerántásának), vagy ha öt tagra értik, G5-nek is nevezik.
Az aranyháromszög tagjai eredetileg a Cambridge-i Egyetem, az Oxfordi Egyetem és a University College London; ez egészíti ki az Imperial College London, a King's College London és a London School of Economics.

## Tagjai
A tipikusan az arany háromszög tagjainak tekintett egyetemek rendelkeznek a legnagyobb egyesült királyságbeli egyetemi bevételekkel, ezen túlmenően minden egyetem több millió font kutatási támogatásban és egyéb támogatásban részesül az Egyesült Királyság kormányától, amelyet néhány más egyetem vezetői bíráltak, mivel ez aránytalan, és nem szolgálja az ország egészének legjobb érdekeit. 2013/2014-ben az oxfordi, cambridge-i és londoni egyetemek a kutatásfinanszírozás 46%-át kapták meg az Egyesült Királyságban, szemben az egy évtizeddel korábbi 42,6%-kal.
| Egyetem                    | Hely      | Hallgatók (2021/22)       | Hallgatók (2021/22)         | Hallgatók (2021/22) | Bevétel (£ millió font) | Oktatók száma (2021/22) | Mottó                                             |
| Egyetem                    | Hely      | Alapképzés (BA) hallgatók | Mesterképzés (MA) hallgatók | Összesen            | Bevétel (£ millió font) | Oktatók száma (2021/22) | Mottó                                             |
| -------------------------- | --------- | ------------------------- | --------------------------- | ------------------- | ----------------------- | ----------------------- | ------------------------------------------------- |
| Cambridge-i Egyetem        | Cambridge | 13,645                    | 8,960                       | 22,610              | 7,121 ‡ (2019)          | 6,130                   | Hinc lucem et pocula sacra                        |
| Imperial College London    | London    | 11,740                    | 9,730                       | 21,470              | 219.6                   | 4,440                   | Scientia imperii decus et tutamen                 |
| King’s College London      | London    | 23,225                    | 18,270                      | 41,490              | 291.1                   | 5,715                   | Sancte et Sapienter                               |
| London School of Economics | London    | 5,575                     | 7,400                       | 12,975              | 229.4                   | 1,830                   | Rerum cognoscere causas                           |
| Oxfordi Egyetem            | Oxford    | 15,685                    | 11,610                      | 27,290              | 7,678 ‡                 | 6,945                   | Dominus Illuminatio Mea                           |
| University College London  | London    | 23,800                    | 23,030                      | 46,830              | 158.8                   | 9,585                   | Cuncti adsint meritaeque expectent praemia palmae |

‡ Beleértve a főiskolákat

## Statisztikák

### Jelentkezések
|           | Jelentkezők | Felvételi arány (%) | Felvételt nyertek |
| --------- | ----------- | ------------------- | ----------------- |
| Cambridge | 21 940      | 24,4%               | 3,565             |
| Imperial  | 30 725      | 33,1%               | 3,135             |
| King's    | 69 300      | 38,5%               | 6,810             |
| LSE       | 26.240      | 20,6%               | 1,815             |
| Oxford    | 24.230      | 19,7%               | 3,260             |
| UCL       | 77,615      | 27,0%               | 7,595             |

Az arany háromszög egyetemekre rendkívül nehéz felvételt nyerni. Az egyetemek a legalacsonyabb ajánlati arányok alapján a nyolc brit egyetem közül hatot tesznek ki (a másik kettő a 4. helyezett St. Andrews és a 7. Edinburgh). A 2022-es egyetemi felvételi ciklusban az összes egyetem 40% alatti felvételi arányt jelentett, beleértve a feltételes és feltétel nélküli ajánlatokat is.

### Rangsor és hírnév
Az aranyháromszög egyetemei általában kimagaslóan szerepelnek a nemzetközi rangsorokon, amelyek erősen tükrözik a kutatási teljesítményt. Egyes globális rangsorok, mint például a Times Higher Education (THE) és a QS által készített rangsorok, az intézmények méretét veszik figyelembe eredményeik kiszámításakor, de mások, például a Világegyetemek Akadémiai Rangsora (ARWU) nem végeznek ilyen korrekciót. E egyetemek általában jól szerepelnek a brit egyetemi rangsorokon, a Cambridge és az Oxford folyamatosan az első háromban, az Imperial, az LSE és az UCL pedig az első tízben szerepel az összes összeállító szerint. A londoni King's College azonban egyik fő rangsorban sem képes bekerülni az első tíz közé.
| Egyetem                    | ARWU 2024 (Global) | QS 2025 (Global) | THE 2025 (Global) | Complete 2025 (National) | Guardian 2025 (National) | Times/Sunday Times 2025 (National) |
| -------------------------- | ------------------ | ---------------- | ----------------- | ------------------------ | ------------------------ | ---------------------------------- |
| Cambridge-i Egyetem        | 4                  | 5                | 5                 | 1                        | 3                        | 4                                  |
| Imperial College London    | 25                 | 2                | 9                 | 5                        | 5                        | 6                                  |
| King's College London      | 53                 | 40               | 36                | 24                       | 28                       | 24                                 |
| London School of Economics | 151                | 50               | 50                | 3                        | 4                        | 1                                  |
| Oxfordi Egyetem            | 6                  | 3                | 1                 | 2                        | 1                        | 3                                  |
| University College London  | 15                 | 9                | 22                | 9                        | 9                        | 7                                  |

### Etnikai háttér
A mainstream brit felsőoktatási intézmények közül az LSE-ben volt a legmagasabb a nem egyesült királyságbeli hallgatók aránya 2022–23-ban, 65,1% (utána a University of the Arts London), az UCL a harmadik (54,3%) és az Imperial a negyedik (51,7%).
| University | Fehér brit | Ázsiai brit | Fekete brit | Egyéb brit | Egyéb | Nemzetközi | Nemzetközi  |
| University | Fehér brit | Ázsiai brit | Fekete brit | Egyéb brit | Egyéb | EU         | EU-n kívüli |
| ---------- | ---------- | ----------- | ----------- | ---------- | ----- | ---------- | ----------- |
| Cambridge  | 46.4%      | 10.6%       | 2.8%        | 5.1%       | 3.4%  | 7.8%       | 24%         |
| Imperial   | 20.9%      | 16.6%       | 2.5%        | 3.4%       | 4.8%  | 11.4%      | 40.3%       |
| King's     | 28.1%      | 17.9%       | 6.2%        | 4.2%       | 4.6%  | 7.8%       | 31.2%       |
| LSE        | 15.2%      | 11.8%       | 2.4%        | 3.2%       | 2.4%  | 13.4%      | 51.8%       |
| Oxford     | 46.9%      | 7.4%        | 2.2%        | 4.5%       | 3.9%  | 8.6%       | 26.5%       |
| UCL        | 23.0%      | 12.4%       | 3.0%        | 3.4%       | 3.9%  | 8.1%       | 46.2%       |
|            |            |             |             |            |       |            |             |
| Anglia     | 81.0%      | 9.6%        | 4.2%        | 3.0%       | 2.2%  | –          | –           |
| Anglia     | 82.6%      | 82.6%       | 82.6%       | 82.6%      | 82.6% | 6.3%       | 11.1%       |

## Galéria
- Cambridge-i Egyetem
(Peterhouse)
- Imperial College London
(Royal School of Mines)
- King's College London
(Maughan Library)
- London School of Economics
(New Academic Building)
- Oxfordi Egyetem
(All Souls College)
- University College London
(Wilkins Building)

## Fordítás
Ez a szócikk részben vagy egészben  a   Golden triangle (universities) című angol Wikipédia-szócikk ezen változatának fordításán alapul.  Az eredeti cikk szerkesztőit annak laptörténete sorolja fel. Ez a jelzés csupán a megfogalmazás eredetét és a szerzői jogokat jelzi, nem szolgál a cikkben szereplő információk forrásmegjelöléseként.